# Centro Nacional de Inteligencia (España)
El Centro Nacional de Inteligencia (CNI) es el servicio de inteligencia de España, creado en 2002 como sucesor del antiguo Centro Superior de Información de la Defensa (CESID). Este servicio se integra dentro de la estructura general del Ministerio de Defensa, como un organismo público con autonomía funcional y personalidad jurídica propia y plena capacidad de obrar. Tiene entre otras, la función de «máximo asesor» del  Gobierno de España (poder ejecutivo) en cuestiones de seguridad nacional e inteligencia. Su actual directora es Esperanza Casteleiro.
Las funciones del CNI son, según su propia página web, proporcionar información, estudios y análisis al Gobierno y a su presidente que permitan prevenir y evitar peligros, amenazas o agresiones contra la independencia y la integridad de España.

## Historia

### Antecedentes
El primer servicio de inteligencia de España fue creado en 1935, una experiencia que tuvo una vida muy corta y con una actividad prácticamente nula, ya que la Guerra Civil paralizó su desarrollo.
Durante la dictadura franquista, los antecedentes del actual CNI se encuentran en la aparición en 1968 de la Organización Contrasubversiva Nacional (OCN), activa principalmente en el ámbito universitario y que sería embrión del Servicio Central de Documentación (SECED), fundado en 1972.
En junio de 1977, durante la Transición, se celebraron elecciones democráticas. En julio de 1977, siendo presidente Adolfo Suárez y con el apoyo del vicepresidente para Asuntos de Defensa, Manuel Gutiérrez Mellado, se  disolvieron los anteriores órganos, y se creó el Centro Superior de Información de la Defensa (CESID).

### Creación del CNI
En el año 2001, el Gobierno del Partido Popular recabó el consenso con otros grupos políticos representados en el Congreso de los Diputados, en particular con el Partido Socialista Obrero Español, para elaborar las leyes que debían regular los servicios de inteligencia en España. Con ello se pretendía alcanzar el mayor acuerdo posible sobre la existencia, organización y funcionamiento de algunos de los organismos básicos destinados a proporcionar seguridad al Estado democrático, sustrayéndolos, en todo lo posible, a la acción de la alternancia política.
En el año 2002, se llegó a la actual regulación legal del Centro Nacional de Inteligencia (CNI), al que se asignaba un nuevo nombre que simplifica y determina con exactitud su verdadera esencia. Fruto de los mencionados acuerdos parlamentarios fue la promulgación de dos leyes complementarias, una de las cuales, ordinaria (Ley 11/2002, de 6 de mayo), regula el Centro Nacional de Inteligencia, mientras que la otra, de carácter orgánico (Ley Orgánica 2/2002, de 6 de mayo), establece el control judicial previo al que deben someterse determinadas actuaciones del CNI. Más tarde, en marzo de 2004, se publicó el real decreto que regula el Centro Criptológico Nacional (CCN), organismo adscrito al CNI para la seguridad de las tecnologías de la información.
Completa el marco legal del CNI la disposición relativa al régimen estatutario de su personal. La normativa de personal del anterior organismo era de 1995. La Ley 11/2002 contempla el desarrollo de un nuevo estatuto para el personal del Centro. La normativa de 1995 fue modificada en 2004. En 2013, se aprobó una nueva normativa para el personal.
En 2011, tras una reforma ministerial emprendida por Mariano Rajoy, el CNI pasó a estar adscrito al Ministerio de la Presidencia pero, tras el cambio de Gobierno de 2018, Pedro Sánchez ha vuelto a adscribir de nuevo el CNI a Defensa.

### Otros acontecimientos importantes
- En otoño de 2003 son asesinados en Irak ocho agentes del CNI.[19] Uno de ellos el 9 de octubre en Bagdad y el resto el 29 de noviembre en Latifiya (Emboscada de Latifiya).[19]

- En 2010 el exagente del CNI Roberto Flórez García fue condenado a 12 años de cárcel por traición, rebajado posteriormente por el tribunal supremo a 9 años,[20] al considerarse probado que se hizo con documentación secreta del CNI para ofrecérselas a servicios secretos de Rusia.[21] La obtención de la información se realizó a entre 2001 y 2007 y no el tribunal no pudo acreditar si finalmente llegó a venderla.[21][20] A raíz del incidente de seguridad el CNI impuso un reforzamiento de todos sus sistemas de control interno.[20]

- En 2013, gracias a las filtraciones sobre vigilancia mundial de Edward Snowden, se conoció que el CNI ha estado colaborando con la NSA estadounidense en el espionaje masivo a millones de españoles, interceptando directamente o ayudando a interceptar millones de metadatos de registros de llamadas, mensajes de texto y correos electrónicos.[22]

- En 2015, la filtración de Hacking Team fue revelada por WikiLeaks. El CNI, entre otros, compró software de vigilancia a la empresa italiana Hacking Team. La filtración incluye correos electrónicos entre representantes de Hacking Team y el CNI, este último utilizando su dominio «areatec.com».[23]

- En 2022 sale a la luz pública por un lado el espionaje a políticos nacionalistas catalanes y vascos por parte del CNI (socios políticos del gobierno), y por otro el espionaje y extracción de datos sufrido por el presidente del gobierno y otros ministros (posiblemente realizado por Marruecos).[24][25][26] Esto finalmente provoca la destitución de Paz Esteban López como directora del CNI en mayo de 2022.[24]

- A finales de septiembre de 2023 la policía nacional detiene a dos agentes del CNI (agentes con números de identificación 7691 y 7887) por sospecha de traición y revelación de secretos al tener sospechas de que recopilaban información y la filtraban a los servicios de inteligencia de Estados Unidos.[20][27][28]Inicialmente el agente 7691, alto cargo del CNI responsable del área de Rusia dentro del CNI con 24 analistas a su cargo, es enviado a prisión.[29] El agente 7887, un subordinado del agente 7691, se pone en libertad provisional con cargos.[29] [20]El 21 de diciembre de 2024 la magistrada ordenó la salida de prisión del agente 7691 con la oposición de la fiscalía.[30]

## Estructura orgánica
La actual estructura orgánica del CNI está definida por el Real Decreto 436/2002, de 10 de mayo, el Real Decreto 612/2006, de 19 de mayo, la Orden DEF/2962/2009 y el Real Decreto 240/2013, de 5 de abril.

### Dirección - Autoridad Nacional de Inteligencia y Contrainteligencia
La Autoridad Nacional de Inteligencia y Contrainteligencia es el órgano de dirección del CNI. Informa al Presidente del Gobierno y está adscrito al Ministerio de Defensa. Su titular es el Secretario de Estado Director (SED) y es nombrado por Real Decreto.

#### Directores del CNI
- Jorge Dezcállar de Mazarredo (civil) (2002–2004)
- Alberto Saiz Cortés (civil) (2004–2009)
- Félix Sanz Roldán (2009–2019)
- Paz Esteban López (civil) (2019–2020 a.i.; 2020–2022)
- Esperanza Casteleiro Llamazares (civil) (2022–presente)

### Secretaría General
La Secretaría General, con rango de Subsecretaría, depende directamente de la Dirección y sustituye al director en los casos de ausencia, vacante o enfermedad. Su actual titular es Luis Manuel García Terán desde diciembre de 2024.

### Direcciones técnicas
Hay tres direcciones técnicas dependientes de la Secretaría General: la Dirección de Recursos, Dirección de Inteligencia y Dirección de Apoyo a la Inteligencia.

### Oficina Nacional de Seguridad
La Oficina Nacional de Seguridad (ONS) se encarga del cumplimiento de la normativa de protección de información clasificada, ya sea del propio CNI como aquella que se entregue a la Administración o a empresas. Depende directamente del Secretario de Estado Director.

### Centro Criptológico Nacional
El Centro Criptológico Nacional (CCN) se encarga de garantizar la seguridad de los sistemas de información y comunicaciones de las Administraciones Públicas y aquellos que procesan, almacenan o transmiten información clasificada.

### Organismos de apoyo al Secretario de Estado Director
El Secretario de Estado Director cuenta con varios órganos de apoyo:
- Gabinete del Secretario de Estado Director
- Gabinete Técnico del Secretario de Estado Director
- Asesoría Jurídica
- Oficina de Control Judicial Previo

### Organismos del despliegue territorial
La estructura de despliegue territorial del CNI en España y otros países está clasificada con grado de secreto.

## Clasificación de empleos: los perfiles
El CNI dispone de un sistema de clasificación de perfiles que buscan en los solicitantes de empleo en dicho centro de inteligencia. Pueden distinguirse en dos formas de clasificación: Según el puesto de trabajo al que se opta y según el grupo de clasificación.

### Grupos de clasificación
El grupo de clasificación delimita el tipo de empleo al que se puede optar, y este varía en función de los estudios y formación académica y profesional obtenida.

#### Grupo A
El grupo A corresponde al estamento de mayor formación académico-profesional y se encuentra dividido en dos subgrupos, el A1 y el A2.
Al grupo A1 pertenecen aquellos que se dispongan de una licenciatura o doctorado universitarios, títulos de ingeniero superior o arquitecto, título universitario de grado o pertenezcan a la antigua escala de oficiales de las Fuerzas Armadas Españolas. Los miembros de este subgrupo pueden optar al empleo de oficial de inteligencia, técnico superior de las TIC, técnico jurídico, médico o técnico de recursos humanos.
En el grupo A2 se encuentran los arquitectos o ingenieros técnicos, diplomados, o poseedores de un título universitario de grado; además de los que procedan de la antigua escala de oficiales. Los componentes de este subgrupo pueden optar a traducción, técnicos de las TIC o enfermería.

#### Grupo B
El grupo B es un grupo que aún se encuentra en desarrollo pero que será formado por técnicos superiores según el CNI.

#### Grupo C
El grupo C, también dividido en subgrupos C1 y C2, requiere del graduado escolar o de ESO para el acceso al subgrupo C2 y del título de bachillerato o en FP para acceder al subgrupo C1. También se puede acceder desde tropa y suboficiales de las Fuerzas Armadas a los grupos C2 y C1, respectivamente.
En el grupo C se encuentran aquellos miembros destinados a la protección física de las instalaciones del CNI y los encargados de mantenimiento y, en el subgrupo C2, también hay técnicos operativos, técnicos de relaciones con fuentes humanas y especialistas en las TIC.

### Tipos de puestos de trabajo
Los miembros de la institución poseen empleos que se clasifican según su naturaleza.
- Inteligencia: Son los puestos de trabajo dedicados a la obtención, procesado e interpretación de la información. Asimismo se encuentra dentro de sus competencias detectar y prevenir amenazas contra España.
- Tecnologías de la Información y Comunicación: Encargados de administrar y gestionar la seguridad de los sistemas informáticos del CNI, así como velar por el buen funcionamiento de estos.
- Operativa: Engloban a aquellos miembros especializados en la obtención de información mediante medios, procedimientos o técnicas especiales.
- Seguridad: Los miembros de esta clasificación velan por la seguridad física de las instalaciones, materiales, información y miembros de la organización. Su función es prevenir y neutralizar posibles amenazas a las entidades mencionadas.
- Otros puestos: Los puestos de trabajo que no pueden ser clasificados en ninguno de los puntos anteriores se encuentran en esta sección, tales como enfermería, administración, traducción e interpretación o mantenimiento de las instalaciones.